# Green Velvet
Pour les articles homonymes, voir Curtis Jones et Jones.
Green Velvet, né Curtis Jones le 26 avril 1968 à Chicago, est un producteur, chanteur et DJ américain.

## Biographie

### Enfance et formation
Né à Chicago le 26 avril 1968, Curtis Jones déménage pour ses études en Californie où il suit une maîtrise de chimie à Berkeley ; en 1991, il abandonne ce cursus universitaire pour retourner à Chicago et se consacrer à la musique.

## Carrière
Il publie alors ses premiers maxis, entre house et acid house, sous le pseudonyme Cajmere et rencontre son premier succès d'estime avec Percolator en 1992, qui devient un classique du genre. La même année, il s'associe avec la chanteuse américaine Karen Gordon, qui officie alors sous le nom de Dajaé ; tous deux signent le tube underground Brighter Days issu de l'EP du même nom,,. En 1993, Dajaé et Cajmere sortent U Got Me Up qui connaît la même fortune que son prédécesseur. L'année 1993 marque aussi l’avènement de Green Velvet, avatar que Curtis Jones réserve initialement à ses compositions non chantées et au style plus techno, au travers du maxi Velvet Tracks contenant le morceau The Preacherman.
En 1995, il sort sous ce pseudonyme ce qui est alors son maxi ayant remporté le plus grand succès : Flash.
En 2015, il participe doublement au festival Tomorrowland en Belgique sous le pseudonyme de Green Velvet pour un set très techno et sous le pseudonyme de Cajmere pour un set plus house. Puis il s'associe avec Claude VonStroke pour fonder un duo au nom de Get Real.

### Style musical
Green Velvet se distingue par une apparence extravagante et mentionne par ailleurs l'impact d'artistes tels que David Bowie, Grace Jones ou Sly Stone sur son œuvre, tant musicalement que dans son attitude.
De confession chrétienne, Curtis Jones affirme que Dieu a influencé son œuvre et transparaît au travers de plusieurs de ses compositions : « J'ai longtemps été un mouton égaré mais j'ai repris le droit chemin. Mes premières compositions ont pour la plupart été réalisées en ayant Dieu à l'esprit — The Preacherman, Brighter Days, U Got Me Up, et Day By Day ».

## Discographie

### En tant que Cajmere

#### Maxis et singles
- 1991 : Underground Goodies Vol. I
- 1991 : Keep Movin’
- 1991 : Under Ground Goodies Vol. II
- 1992 : Chit Chat - The Remixes
- 1992 : Dreaming EP (avec Derrick Carter)
- 1992 : Underground Goodies (Vol. 3)
- 1992 : Underground Goodies (Vol. 4)
- 1992 : Brighter Days  (avec Dajae)
- 1992 : Percolator
- 1992 : Let Me Be
- 1993 : Underground Goddies EP
- 1994: Underground Goodies Vol. V
- 1994 : Underground Goodies Vol. VI
- 1994 : Feelin' Kinda High
- 1995 : Get Up Off Me
- 1995 : Horny (Remixes)
- 1996 : Only 4 U
- 1997 : Lookin’ For A Man
- 1998 : Feelin’
- 2001 : Nasty
- 2002 : Sometimes I Do (avec Walter Philips)
- 2003 : Day By Day (Remixes) (avec Dajae)
- 2004 : Nude
- 2004 : Powered
- 2004 : I Need U (avec Dajae)
- 2004 : House-Werk
- 2004 : Midnight (avec Walter Philips)
- 2004 : Midnight (Remixes) (avec Walter Philips)
- 2004 : Come
- 2005 : Say U Will
- 2005 : I Need U (Remixes)
- 2010 : Percolator - Special Edition
- 2010 : New Gotham EP (avec Gene Farris)